# The Line (stad)
The Line (Arabisch: ذا لاين) is een stadsproject in Saoedi-Arabië waarvan de opbouw in oktober 2022 gestart is. Het maakt deel uit van de geplande metropool Neom aan de Rode Zee. De naam The Line (Nederlands: De Lijn) is afgeleid van de bouwconstructie van de stad die letterlijk op een lijn wordt gebouwd.

## Initiatief
Op 10 januari 2021 kondigde de Saoedische kroonprins Mohammed bin Salman het project The Line aan als onderdeel van een eerder aangekondigde futuristische megastad Neom in Saoedi-Arabië. Zijn boodschap aan de lokale bevolking luidde een toekomst voor het land te willen opbouwen onafhankelijk van olie, wetende dat hun olieproductie ooit zal stoppen. De kroonprins wil vooral inzetten op zonne-energie en daarnaast ook wind- en waterstofenergie. Doel van het project is toeristen en investeerders naar Saoedi-Arabië lokken. Een voorzichtige schatting van de kosten worden geraamd op 500 miljard dollar.

## Concept
The Line zou enkel op klimaatneutrale energie moeten draaien. De nieuwe stad wordt opgedeeld in verschillende hyper-geconnecteerde stadsbuurten, waar de bewoners op vijf minuten wandelen wonen van werkgelegenheid, scholen, winkels en vrijetijdsbestedingen, waardoor auto's en straten niet meer nodig zijn. Een ondergrondse trein op waterstof moet de verschillende gemeenschappen met elkaar verbinden, als bewoners naar andere stadsdelen willen reizen.
Om een groene cultuur te promoten, worden bomen geplant langs de volledige lijn van de stad tussen de verschillende gemeenschappen. Daarnaast wordt er geïnvesteerd in artificiële intelligentie. Kinderen zouden bijvoorbeeld geen les meer krijgen van een fysiek aanwezige leerkracht in de klas, maar van een hologram. Slimme camera's zullen alles in de gaten houden, waarover het project verklaart: "Om het leven van de bewoners gemakkelijker te maken".

## Locatie

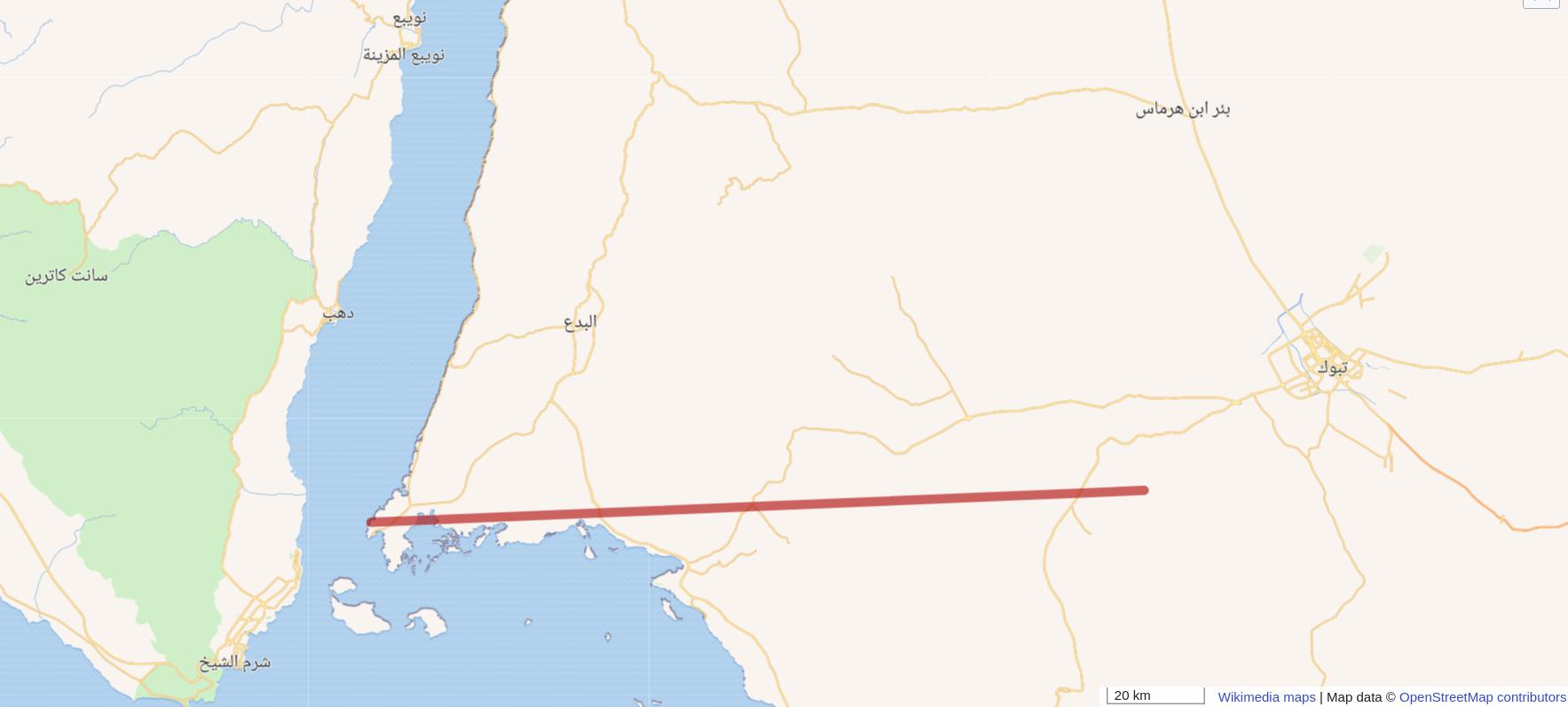
Geplande locatie van The Line in Tabuk

The Line zal zich over 170 kilometer uitstrekken van de bergen in het noordwesten van Saoedi-Arabië, in de provincie Tabuk, uitkomend op de Rode Zee. Daarnaast wordt de nieuwe stad 500 meter hoog boven de zeespiegel en slechts 200 meter breed.

## Ontwikkelingsgang
In oktober 2022 zijn de graafwerken voor het Saoedisch megaproject opgestart. Volgens de planning moet de bouw in 2030 afgerond zijn.
In maart 2023, waren al meer dan 4500 palen in de grond geheid voor module 43, met een piek van 60 palen per dag. Eenmaal het heiwerk aan module 43 klaar is verplaatsen de heikranen zich naar module 45, 46 en 47 die aan de jachthaven liggen. Aan de jachthaven wordt in maart 2023 1 miljoen kubieke meter grond per week verplaatst.

## Reacties
In 2030 zou de stad 9 miljoen bewoners moeten hebben, maar experts uitten hun twijfels over de haalbaarheid daarvan.
Stedenbouwkundig architect Jens Aerts vindt het hele project onverstandig en ziet liever dat men zou investeren in ecologie en duurzame energie in reeds bestaande steden, zoals koelingscorridors, en meer groen om de druk op onze planeet te verlichten.
De lijnrechte vorm is het gevolg van de keuze om een hogesnelheidstrein te gebruiken in het vervoersaanbod. De noodzaak en wenselijkheid van een hogesnelheidstrein voor een stad van 9 miljoen inwoners wordt niet als meest effectief gezien.
The Wall Street Journal rapporteerde in september 2024 over het Neom-project gevallen van corruptie bij hooggeplaatsten, dodelijke ongevallen onder arbeiders, racisme en vrouwenhaat.